# Ассоциация производителей автомобилей Японии
Ассоциация производителей автомобилей Японии, (англ. Japan Automobile Manufacturers Association), или JAMA, — торговая ассоциация со штаб-квартирой в Токио, Япония. Была основана 3 апреля 1967 года и рассматривалась как платформа для того, чтобы японские автомобилестроители делились техническими новшествами и управленческим опытом. В настоящее время в составе участников насчитывается 14 компаний, производящих не только автомобили, но и грузовики и мотоциклы. Организация также имеет дело с производством и сбытом партий транспортных средств по всему миру. Совместно компании, входящие в JAMA, владеют обширной долей на рынках США, Европы и многих развивающихся стран. Кроме того, JAMA имеет свои офисы в Пекине, Сингапуре, Вашингтоне (Американский офис), Торонто (Канадский офис) и Брюсселе (Европейский офис).

## Участники JAMA
- Toyota
- Nissan
- Honda
- Mitsubishi
- Subaru
- Mazda
- Suzuki
- Isuzu
- Daihatsu (Участник Toyota Group)
- Hino (Участник Toyota Group)
- Scion (Участник Toyota Group)
- FUSO (главный акционер: Daimler — 85 %)
- UD Trucks (главный акционер Volvo Group — 13 %)
- Kawasaki
- Yamaha

## Другие бренды участвующих компаний
«Большая японская тройка» (Тойота, Ниссан и Хонда) имеет свои подразделения элитных автомобилей: у Хонды — Acura (открыта в 1986 году), у Ниссана — Infiniti, у Тойоты — Lexus (оба открыты в 1989 году). Эти бренды были доступны только за пределами Японии до тех пор, пока в 2005 году Lexus не был выведен на Японский внутренний рынок. Acura и Infiniti также планировали выйти на Японский внутренний рынок к 2008 году. 
В Японии также существует множество более мелких компаний по производству автомобилей, автомобильных кузовов и мастерских автотюнинга. Такие компании как Mitsuoka, Spoon Sports, HKS производят транспортные средства, спортивные автомобили и единичные концепты в более мелких масштабах, чем главные автопроизводители, поэтому они и не входят в JAMA.